# Prestesteinsvatnet
Prestesteinsvatnet is een meer in de gemeente Lom in de provincie Innlandet en de gemeente Luster in de provincie Vestland in Noorwegen. Het ligt aan de Sognefjellsweg, de RV 55.